# لا هابا
بلدية لا هابا (بالإسبانية: La Haba)‏, هي إحدى بلديات مقاطعة بطليوس, التي تقع في منطقة إكستريمادورا, والتي تقع في غرب إسبانيا.
يبلغ عدد سكانها 1.471 نسمة وفقاً لإحصائية سنة (2002).